# Sites archéologiques de Naples

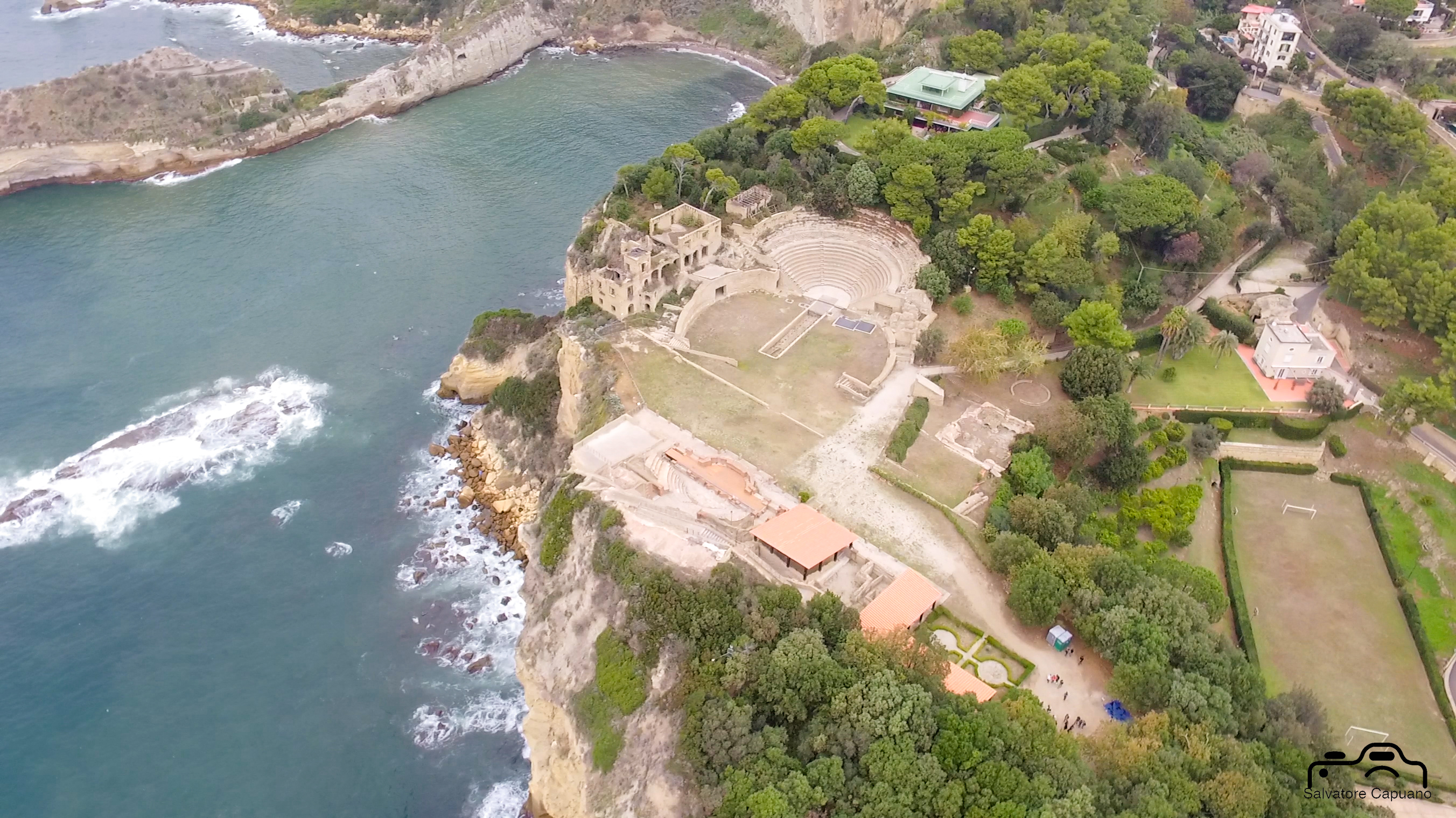
Parc archéologique du Pausilippe.

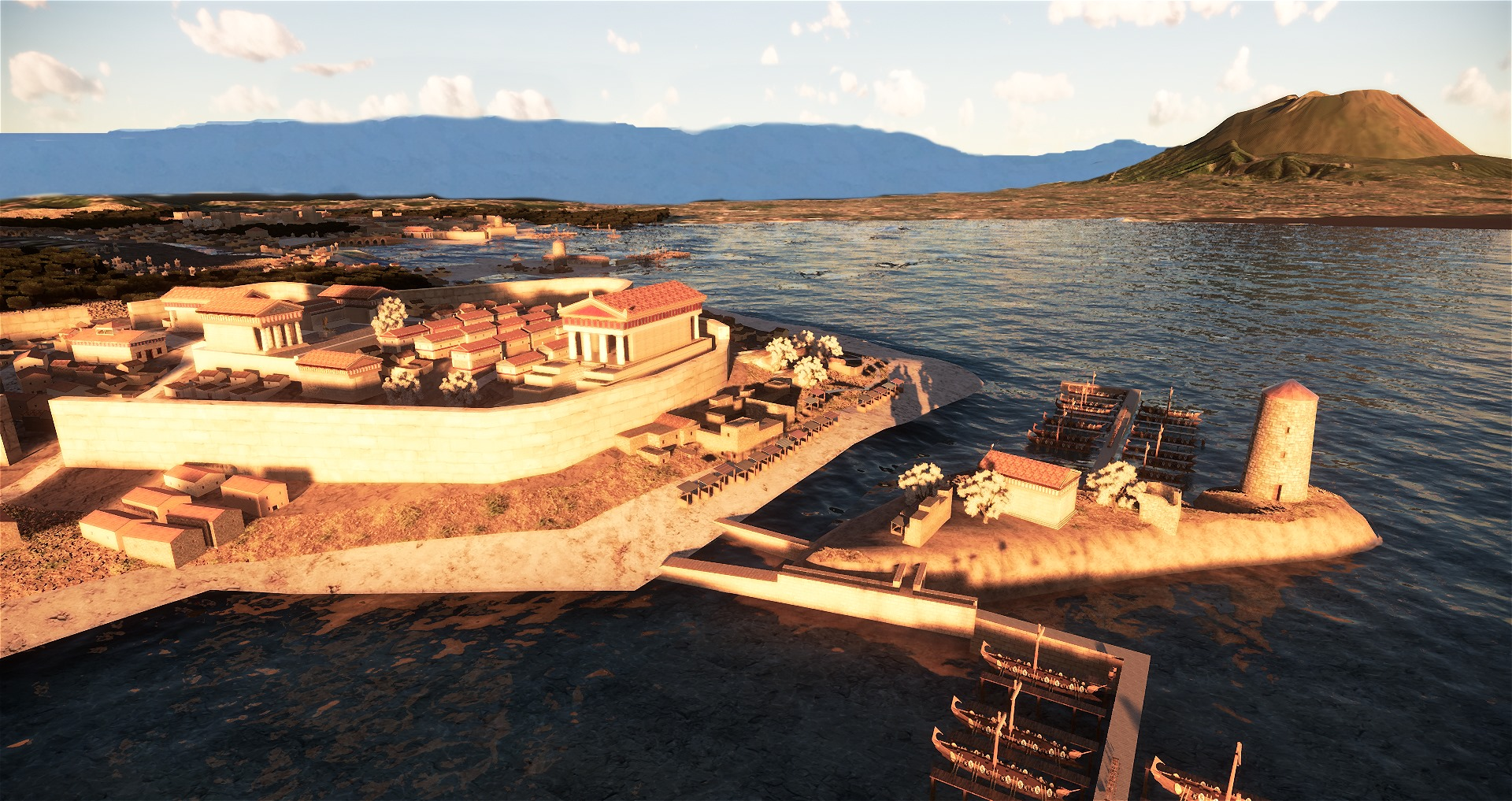
Reconstitution en 3D de Parthénope.

Les sites archéologiques de Naples et ses environs immédiats conservent un patrimoine archéologique d'une valeur inestimable, parmi les premiers au monde.

## Caractéristiques
Ses sites archéologiques se situent au parc archéologique des champs Phlégréens (Cumes, Baïes, amphithéâtre Flavius et au temple de Sérapis de Pouzzoles) relié directement au centre de Naples par le service Cuma Express du chemin de Ferrovia Cumana ; ou vers la zone vésuvienne (site archéologique de Pompéi, Herculanum et Oplontis, inscrites sur la liste du patrimoine mondial de l'UNESCO et dont le premier, constituant le site archéologique le plus visité d'Italie et point de référence pour l'étude de la vie et de la société de la Rome antique) reliée directement à la ville napolitaine via le Campania Express de la Circumvesuviana.
La cité antique de Parthénope, fondée par les Cumans au VIIIe siècle av. J.-C., n'a laissé que peu de traces d'elle-même, comme les restes d'une nécropole du VIIe siècle av. J.-C. (Necropoli di Pizzofalcone (it)), la section d'un mur de la Piazza del Municipio (appartenant probablement au port) et divers groupes de matériaux de zone habitée. L'une des raisons est la difficile mise en œuvre, en raison des structures modernes en vigueur dans la zone, de recherches archéologiques sur la colline de Pizzofalcone.
La Néapolis grecque et romaine est beaucoup plus documentée (également grâce aux travaux relativement récents[Quand ?] d'agrandissement du métro), qui comprend de nombreux sites et découvertes archéologiques (ces dernières conservées dans divers musées archéologiques de la ville, parmi lesquels le Musée archéologique national de Naples).

## Sites archéologiques

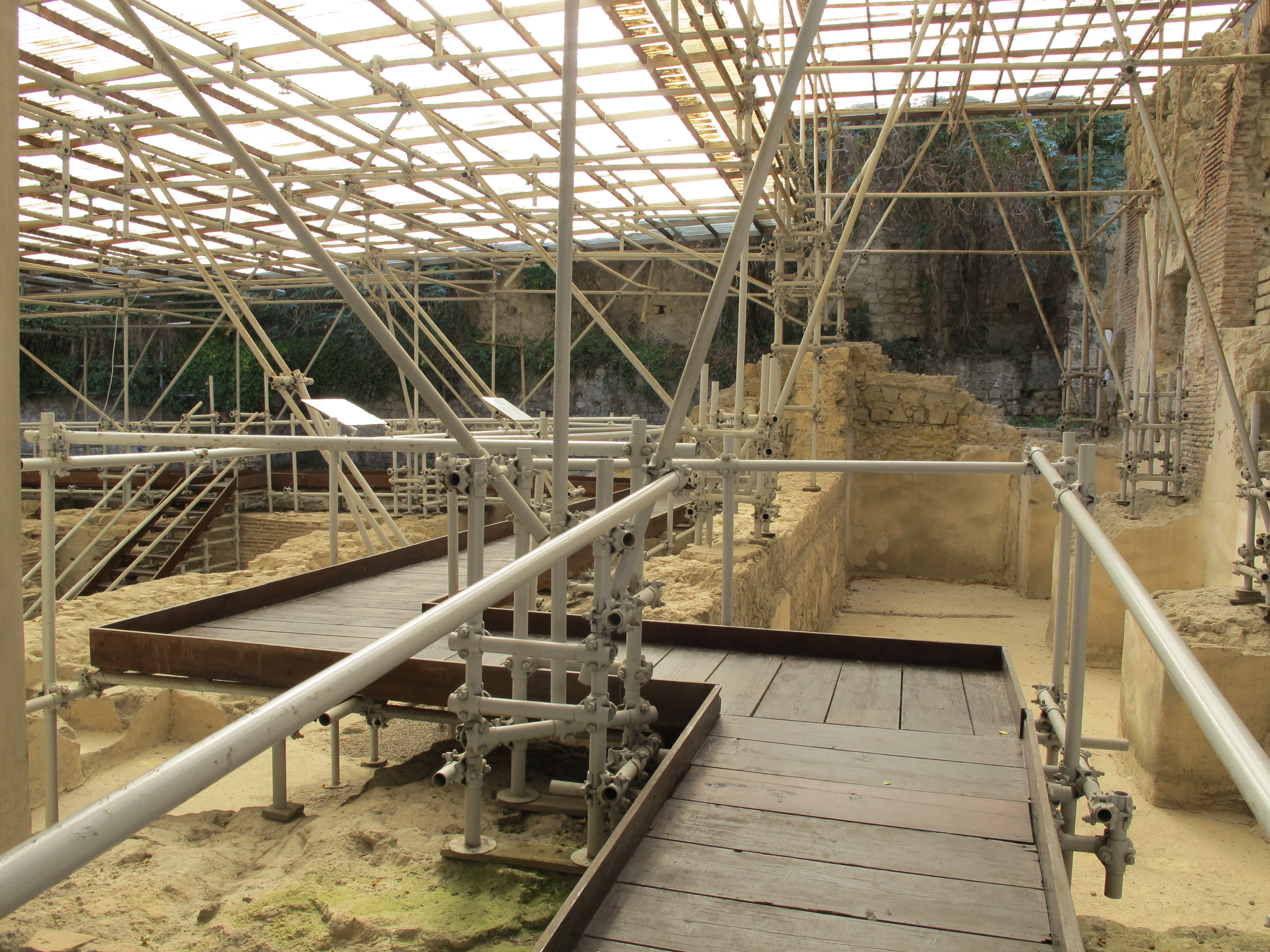
Zone archéologique de Santa Chiara.

### Zone archéologique et thermale de Santa Chiara
Elle se développe sous la Basilique Sainte-Claire de Naples et en plus d'une section musée (Museo dell'Opera di Santa Chiara (it)) dans laquelle sont exposés des amphores, des objets en céramique et en marbre datant des IIe et IIIe siècles, le site possède ce qui est le plus probable le complexe thermal le plus important de Naples.

### Crypta Neapolitana
Située à l'intérieur du parco Vergiliano a Piedigrotta (it), la Crypta Neapolitana est essentiellement un tunnel de 711 m de long creusé dans le tuf et qui faisait partie d'un plan de travail des Romains qui avaient l'intention de construire diverses infrastructures militaires à cette époque. Après la chute de l'empire romain, le tunnel n'est pas tombé en désuétude, mais est utilisé à des fins civiles, car il réussissait à relier facilement deux quartiers de la ville très éloignés l'un de l'autre, Mergellina avec Fuorigrotta. 
Au cours des siècles suivants, la galerie subit des travaux d'adaptation qui commencèrent au XVe siècle sous le règne d'Alphonse V d'Aragon et durent jusqu'au règne de Joseph Bonaparte, lorsqu'il fait installer des lampes à huile à l'intérieur. Il existe de nombreuses légendes qui tournent autour de la crypte napolitaine, surtout celle qui prétend que le poète latin Virgile, enterré près de l'entrée orientale du tunnel, l'aurait fouillée.

### Decumani de Naples
Elles constituent les rues les plus importantes du centre antique de Néapolis. Même si elles sont habituellement appelées avec le terme decumanus établi par les Romains, les rues représentent ce qu'étaient les platieiai à l'époque classique. Les rues susmentionnées, qui coupent la ville d'ouest en est, sont parallèles entre elles et sont, du nord au sud, la decumano superiore (it), la decumanus maximus et la Spaccanapoli. 
Ceux-ci sont découpés perpendiculairement par un certain nombre de trous d'épingle (charnières) que l'on peut estimer à un nombre variable allant de vingt à vingt-quatre allées. L'ensemble du réseau routier préserve aujourd'hui[Quand ?] un nombre important de monuments, d'églises et de sites archéologiques, et protège également le cœur du centre historique de Naples.

### Napoli sotterranea

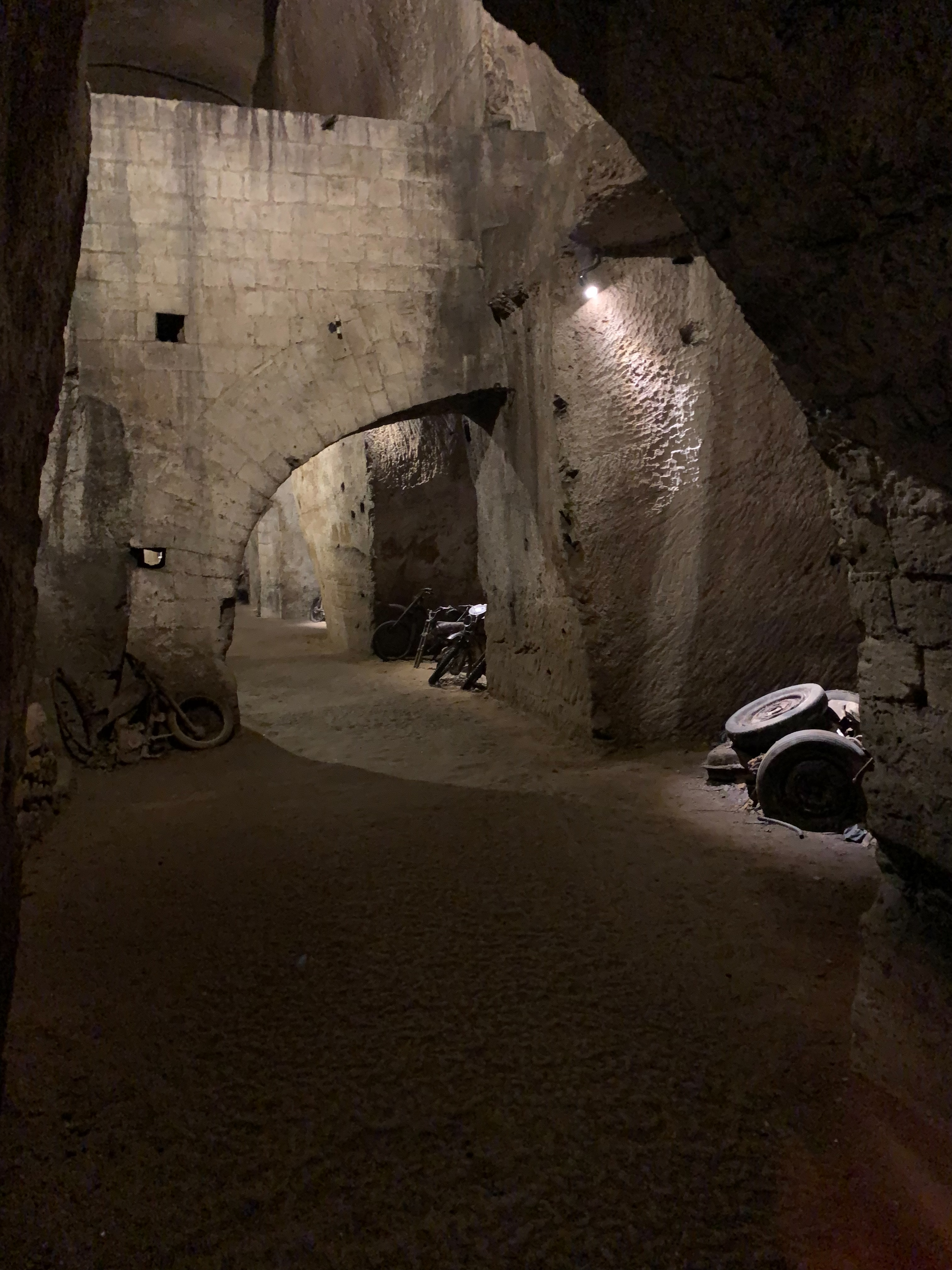
Sous-sol de Naples.

Napoli sotterranea est un complexe de tunnels et d'environnements creusés dans le sous-sol de la ville, le sous-sol de Naples représente très probablement le plus grand site archéologique de Naples (égal à 60 % de la ville construite en surface). Datant de la Grèce antique, lorsque les terres étaient creusées pour extraire le tuf, la structure subit ensuite les influences des époques ultérieures, devenant d'abord un aqueduc à l'époque romaine, puis un refuge pour les citoyens napolitains pendant la Seconde Guerre mondiale. 
De ce dernier aspect, les gravures et les graffitis des réfugiés qui témoignaient quotidiennement de ce qui se passait au-dessus du niveau de la rue sont très suggestifs.

### Parc archéologique du Pausilippe
Le parc archéologique du Pausilippe est situé sur la colline de Pausilippe, en dehors du noyau antique de la ville. Il offre la possibilité de visiter divers fragments archéologiques de l'époque romaine, ainsi que des sites importants, tels que : le théâtre de l'Odéon, la villa impériale de Pausylipon, le parc submergé de Gaiola, le palais des Esprits et la grotte de Séjan, cette dernière mesurant 770 m de long et commandé par Marcus Vipsanius Agrippa pour relier les villas de Pausilypon aux régions de Cumes et Pouzzoles. La villa est aujourd'hui en fait l'une des deux entrées du parc archéologique.

### Fouilles de San Lorenzo Maggiore
Situées sous le complexe de la basilique San Lorenzo Maggiore, les fouilles montrent les vestiges du côté commercial qui s'est développé dans cette zone de l'ancienne agora grecque, correspondant à l'actuelle Piazza San Gaetano. Le site, qui remonte au IVe siècle av. J.-C. avec quelques ajouts de la période impériale, est en fait récent puisque les travaux de fouilles sont réalisés dans les années 1980 et ne se sont terminés qu'au début des années 1990.

### Galleria Borbonica

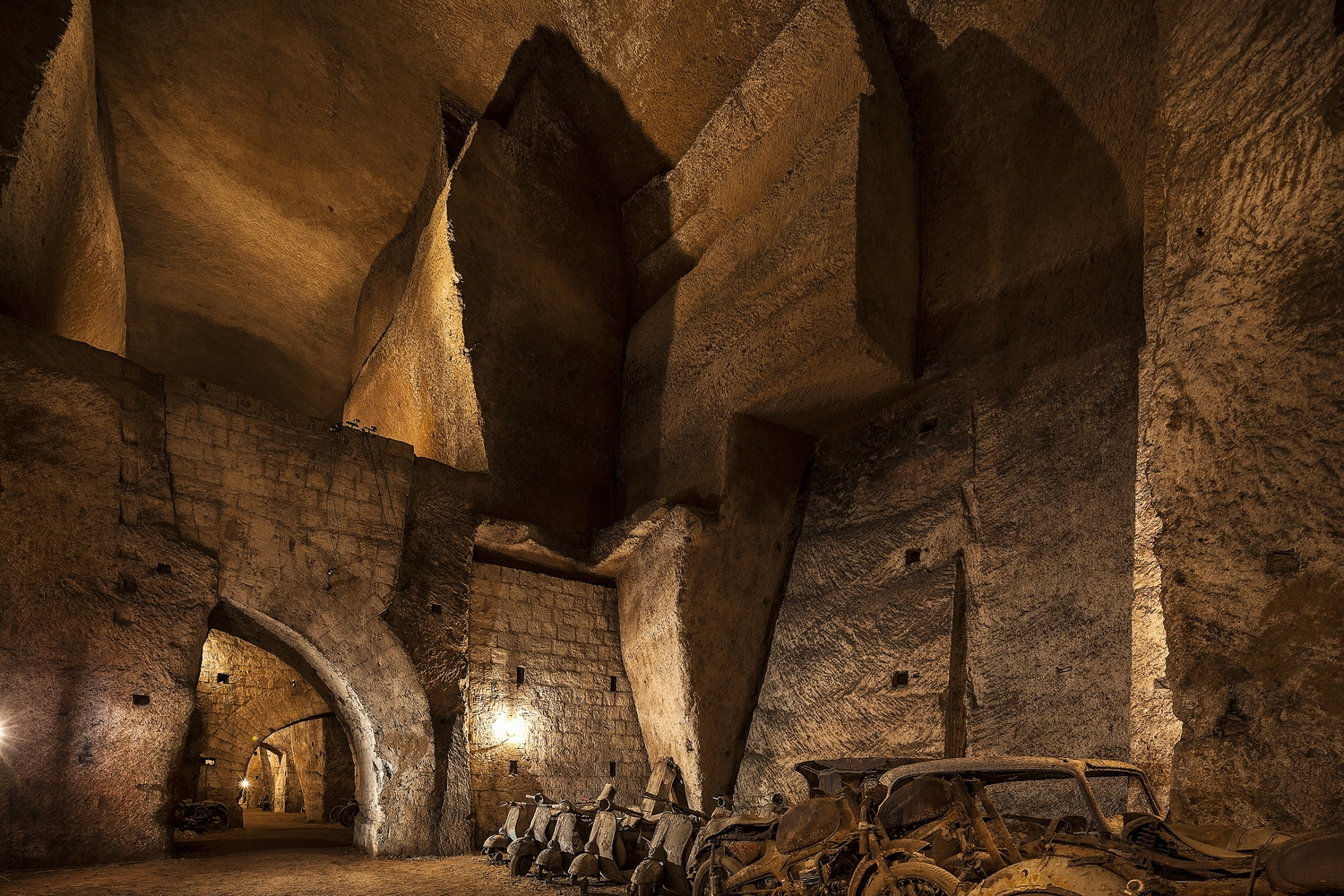
Galleria Borbonica.

C'est une cavité souterraine de Naples qui s'étend sous la colline de Mont Echia, près du Palazzo Reale, dans le quartier de San Ferdinando. Construite par les Bourbons à des fins militaires pour relier le palais royal de Naples aux casernes militaires  napolitaines.

### Villa de Lucullus
L'ancienne villa romaine est construite vers le Ier siècle av. J.-C. sur ordre de Lucius Licinius Lucullus qui a acquis un vaste terrain sur l'îlot de Megaride jusqu'à la colline de Pizzofalcone. Les vestiges de la villa peuvent être admirés dans les sous-sols du Castel dell'Ovo, sur le mont Echia et enfin plusieurs fragments ont également été retrouvés près de la Piazza del Municipio.

### Zone archéologique d'Herculanum
Considéré comme l'un des sites archéologiques les plus célèbres au monde, Pompéi est une ville détruite par l'éruption du Vésuve en 79 après JC. Herculano, l'ancienne Herculanum, est si largement influencée par Néapolis qu'elle peut être considérée comme sa banlieue. Même le plan en damier de la colonie semble suivre fidèlement, dans une version plus petite, celui de la ville voisine du Decumani de Naples.
Ses trésors et ceux de toute la région vésuvienne (principalement une partie des collections de la Maison de Bourbon-Siciles) sont conservés au Musée archéologique national de Naples.

## Autres sites et découvertes archéologiques
- Théâtre romain de Naples
- Murailles de Naples
- Aqueduc gréco-romain

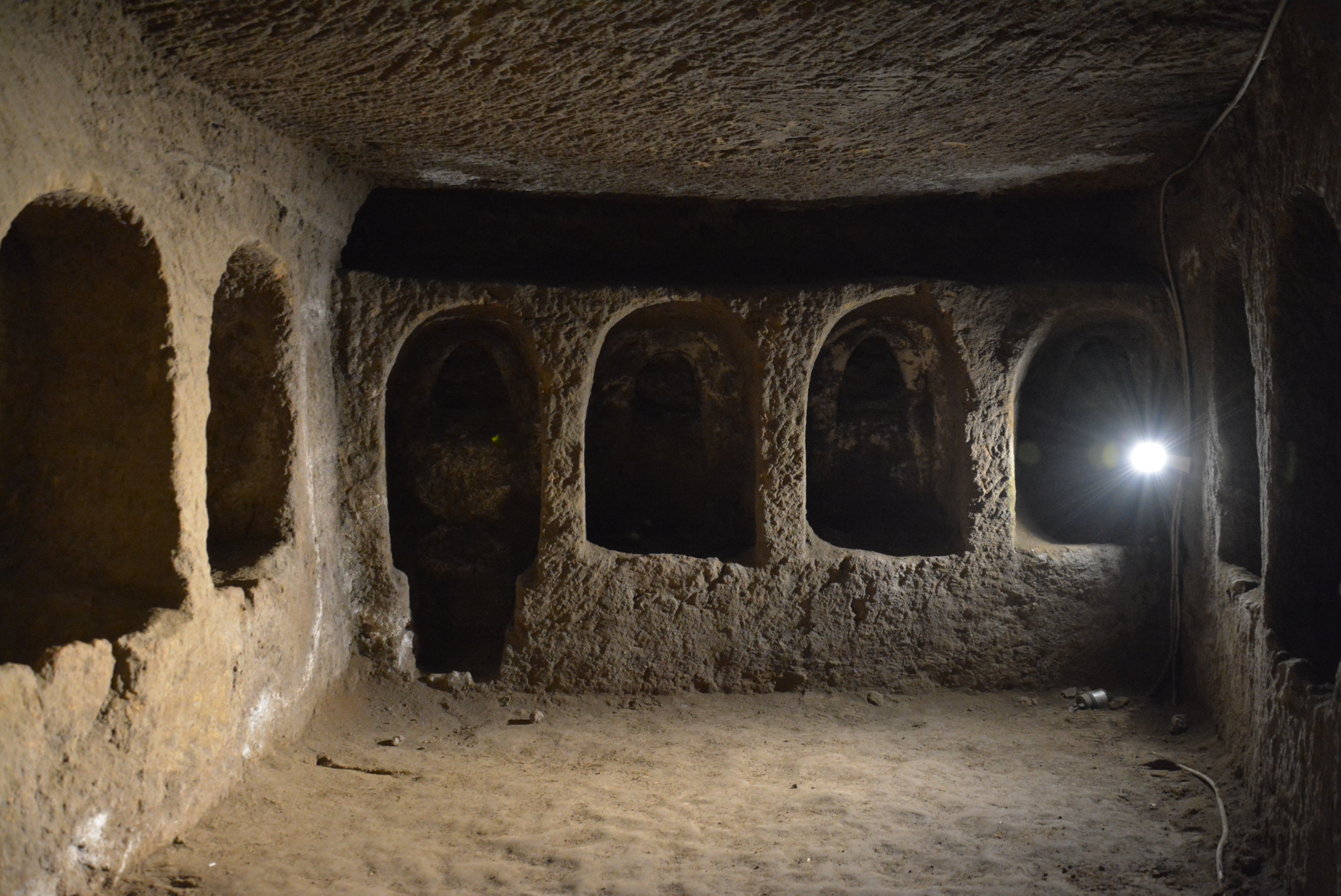
Catacombe de San Gaudioso.

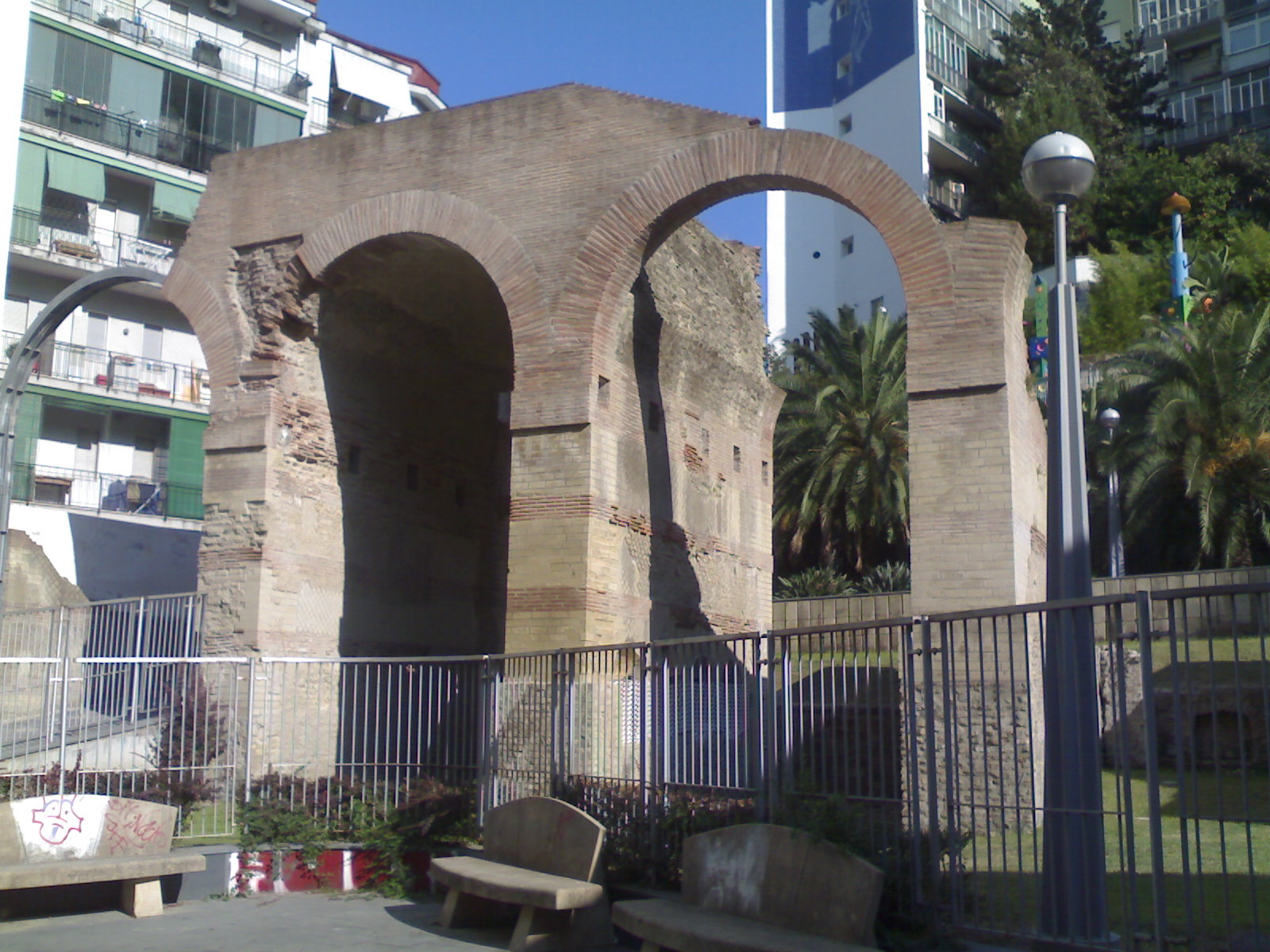
Pont romain (via Salvator Rosa).

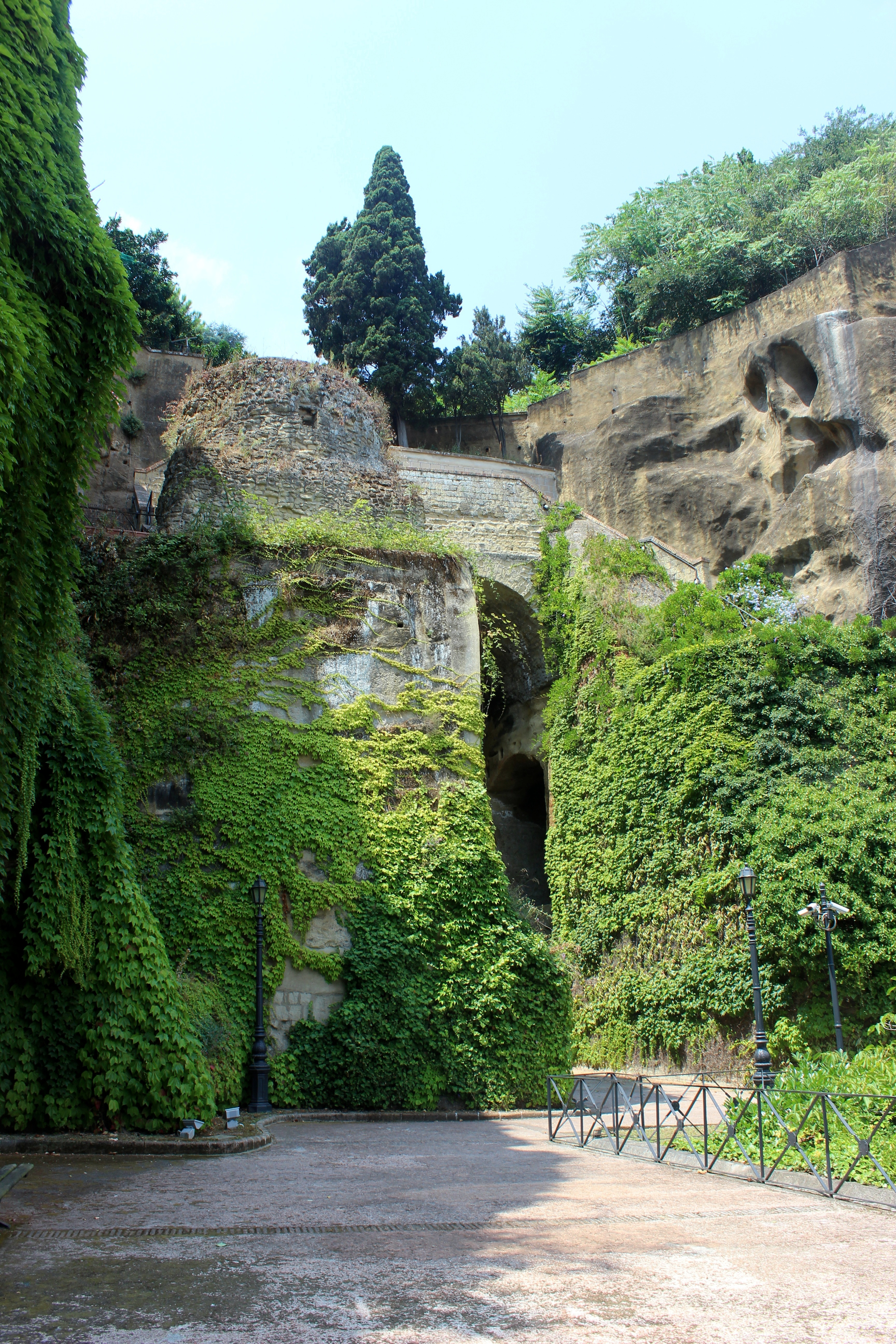
Tombe de Virgile.

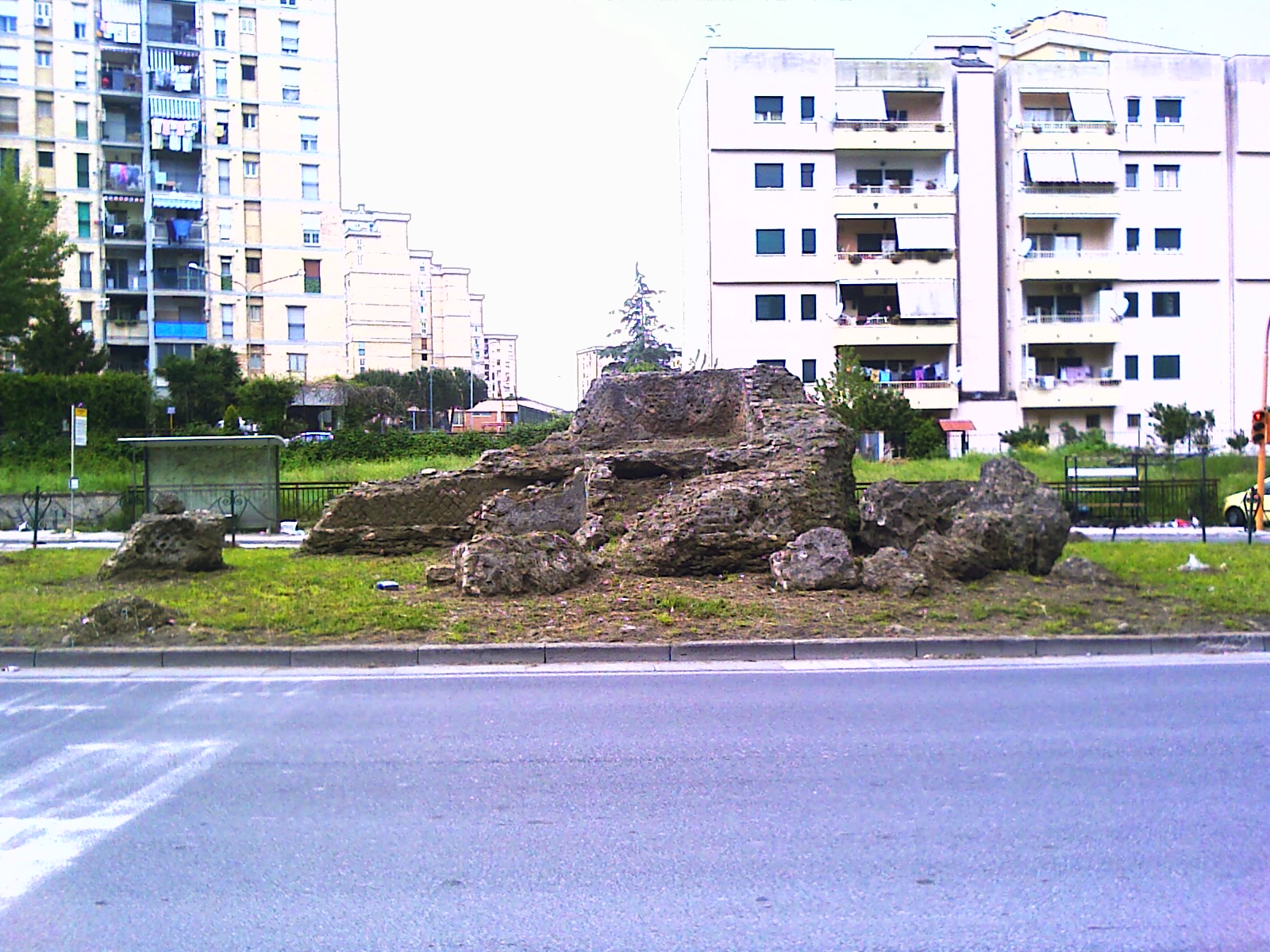
Vestiges de la villa romaine de Scampia.

- Catacombes de Naples, dont le cimetière des Fontanelle, les catacombes San Gennaro et les  catacombes San Gaudioso, ...
- Église du Carminiello ai Mannesi
- Fontaine de la Spinacorona
- Grotta del Cane
- Villa de Caius Olius Ampliatus
- Villa romaine de Scampia[8]
- Îlot de Megaride
- Mont Echia (éperon rocheux sur lequel est construite la ville grecque)
- Nécropole de Castel Capuano (Ve siècle av. J.-C.)
- Hypogée grecque de Naples (dans le Rione Sanità, IVe et IIIe siècles av. J.-C.)
- Nécropole grecque de Pizzofalcone[9] (VIIe siècle av. J.-C.)
- Nécropole grecque de la via Santa Teresa degli Scalzi (IVe siècle av. J.-C.)
- Nécropole grecque de San Giovanni in Carbonara
- Nécropole grecque de Castel Nuovo
- Nécropole grecque des Santi Apostoli
- Hypogée des Cristallini
- Site archéologique de la Mostra d'Oltremare
- Statue du dieu Nil
- Pont romain (via Salvator Rosa)
- Vestiges du Temple romain des Dioscures
- Vestiges de l'acropole grecque sur la colline de Caponapoli
- Vestiges de la Porta Furcillensis
- Vestiges de l'époque romaine à l'Église Saint-Aspren du Port
- Vestiges d'une domus romaine et d'un complexe thermal dans le sous-sol du Palazzo Ricca (it)
- Découvertes de l'époque romaine dans le cloître des Saints Marcellino et Festo
- Vestiges romains à l'intérieur du Castel Nuovo
- Fouilles archéologiques de la Cathédrale Notre-Dame-de-l'Assomption de Naples
- Vestiges et découvertes archéologiques du métro de Naples (stations Tolède, Hôtel de Ville, Université, Salvator Rosa, Duomo)
- Voie romaine à l'intérieur du palais Saluzzo di Corigliano
- Thermes romains d'Agnano[10]
- Tombeau de Virgile (Parco Vergiliano a Piedigrotta (it))
- Tombes énéolithiques de Materdei
- Vestiges de la colline de Camaldoli (âge du bronze et âge romain)
- Vestiges romains de Marechiaro et Pausilippe (vestiges antiques présents dans la Villa Bracale, Villa Karnap, près de la Villa Rosebery)
- Vestiges romains à Pietrasanta
- Via Chiatamone et Vieille Chapelle (« grottes platoniciennes » déjà mentionnées à l'époque grecque)
- Crypte paléochrétienne de la Basilique San Pietro ad Aram
- Vestiges archéologiques (probablement des structures portuaires de Parthénopé) au large de Castel dell'Ovo[11],[12]
- Vestiges archéologiques d'une grande villa romaine du Ier siècle av. J.-C. dans le quartier de Pianura[13]